# James Wordie
Sir James Mann Wordie (Skócia, Glasgow, 1889. április 26. – Cambridge, 1962. január 16.) skót sarkkutató és geológus, a Brit Királyi Földrajzi Társaság elnöke 1951 és 1954 között.

## Életpályája
Wordie Glasgowban született, szülei John Wordie és Jane Catherine Mann. A Glasgow-i Egyetemen és Cambridge-ben végzett geológusként 1912-ben. Kutatóként kezdett el dolgozni Frank Debenham és Raymond Priestley kezei alatt, akik mindketten tagjai voltak Scott kapitány Terra Nova-expedíciójának. Az ő hatásuknak köszönhető, hogy Wordie elkezdett érdeklődni a sarkkutatás iránt.
1914-ben csatlakozott Ernest Shackleton birodalmi transzantarktiszi expedíciójához, ahova geológusként, és a tudóscsapat vezetőjeként vették fel. Az expedíció - melynek célja az Antarktisz átszelése lett volna - kudarcba fulladt, miután hajójuk a Weddell-tengeren a jég fogságába esett és elsüllyedt. Ezután hónapokon keresztül jégtáblán éltek és sodródtak, végül kikötöttek az Elefánt-szigeten, ahonnan újabb hónapok után mentették ki őket. A kudarc ellenére Wordie végig elvégezte a szükséges tudományos munkákat az óceanográfia és a jég vizsgálata területén.
A birodalmi transzantarktiszi expedíció után még 8 további sarkkutató expedícióban vett részt, és segített a sarkkutatók következő generációjának a kinevelésében, köztük volt Vivian Fuchs, Gino Watkins és Augustine Courtauld is. Idővel ő lett a legtapasztaltabb brit sarkkutató, kevés expedíció indult anélkül, hogy az ő véleményét ki ne kérték volna.
A második világháború alatt részt vett a brit tengerészeti kémelhárítás egyik földrajzi szakkönyvének az összeállításában is.
Elnöke volt a Skót Sarkkutató Intézetnek (SSI) és 1951 és 1954 között a Brit Királyi Földrajzi Társaságnak is. Elnöksége alatt, a Társaság segítségével mászta meg Edmund Hillary és Tendzing Norgaj a Csomolungmát. SSI elnöksége alatt szakértőként vett részt Vivian Fuchs 1957-es expedíciójában, mely ugyanazt a célt tűzte ki maga elé, mint Shackleton: az Antarktisz átszelését.
1957-ben lovaggá ütötték sarkkutatói tevékenysége miatt.

## Névadóként
Több antarktiszi helyet is elneveztek róla:
- Wordie jégself az Antarktiszi-félszigeten
- Wordie Point a Viszokoj-szigeten
- Wordie Nunatak
- Point Wordie az Elefánt-szigeten

## Fordítás
- Ez a szócikk részben vagy egészben  a   James Wordie című angol Wikipédia-szócikk ezen változatának fordításán alapul.  Az eredeti cikk szerkesztőit annak laptörténete sorolja fel. Ez a jelzés csupán a megfogalmazás eredetét és a szerzői jogokat jelzi, nem szolgál a cikkben szereplő információk forrásmegjelöléseként.